# Källstorpstenen
Källstorpstenen, tidigare kallad Jordbergastenen, med signum DR 269, är en runsten vid Jordberga slott i Källstorps socken och Trelleborgs kommun i Skåne.
Stenen som på 1800-talet fanns i ett stengärde vid Jordberga slott flyttades senare till ladugården och på 1870-talet blev den placerad i herrgårdens park och där står den än idag. Stenen som är av granit är nu lagd på sin skadade sida och fastmurad. Runristningen börjar på ena sidan, löper över toppen och fortsätter sen ner på andra sidan. Runstenen är den enda i Skåne som omtalar ett brobygge, en helbrägdagärning som av Nordens nykristna ansågs förkorta tiden i skärselden.

## Inskriften
Translitterering av runraden:
÷ þurkil ÷ karþi ÷ þurþaʀ ÷ sun (÷) bru ÷ þisi ÷ aft ÷ uraka ÷ bruþur ÷ ¶ sin
Normalisering till runsvenska:
Þorkel gærþi, Þorþaʀ sun, bro þæssi æft Wraga/Wranga, broþur sin.
Översättning till nusvenska:
Thorkil Thordsson gjorde denna bro efter sin broder Vrage.